# Jupp Derwall
Jupp Derwall, egentligen Josef Derwall, född 10 mars 1927 i Würselen i Nordrhein-Westfalen, död 26 juni 2007 i St. Ingbert i Saarland, var en tysk fotbollsspelare och tränare och förbundskapten för det västtyska (numera tyska) landslaget 1978–1984.
Jupp Derwall var assistent till Västtysklands förbundskapten Helmut Schön och dennes naturlige efterträdare 1978.
Jupp Derwall hade även varit ansvarig för det västtyska OS-laget vid de Olympiska sommarspelen 1972. 1980 ledde han Västtyskland till EM-guld och 1982 till VM-silver. Han avgick som förbundskapten efter en svag västtysk insats i EM-slutspelet 1984.
Han arbetade 1984–1988 som tränare för Galatasaray SK och vann den turkiska ligan två gånger och den turkiska cupen en gång.
Han gjorde som spelare två landskamper för Västtyskland 1954.